# Knut VI.

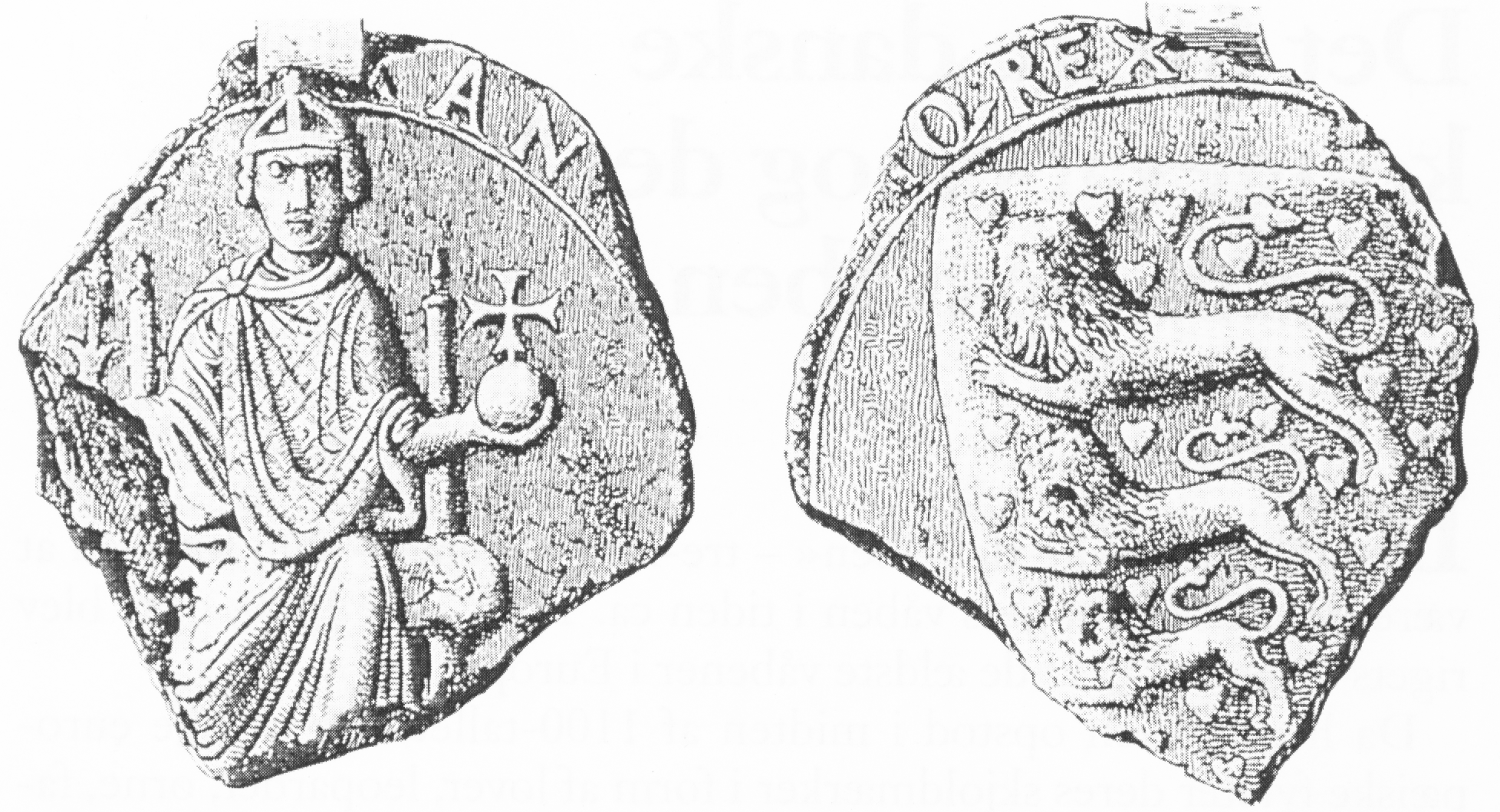
Siegel Knuts VI.

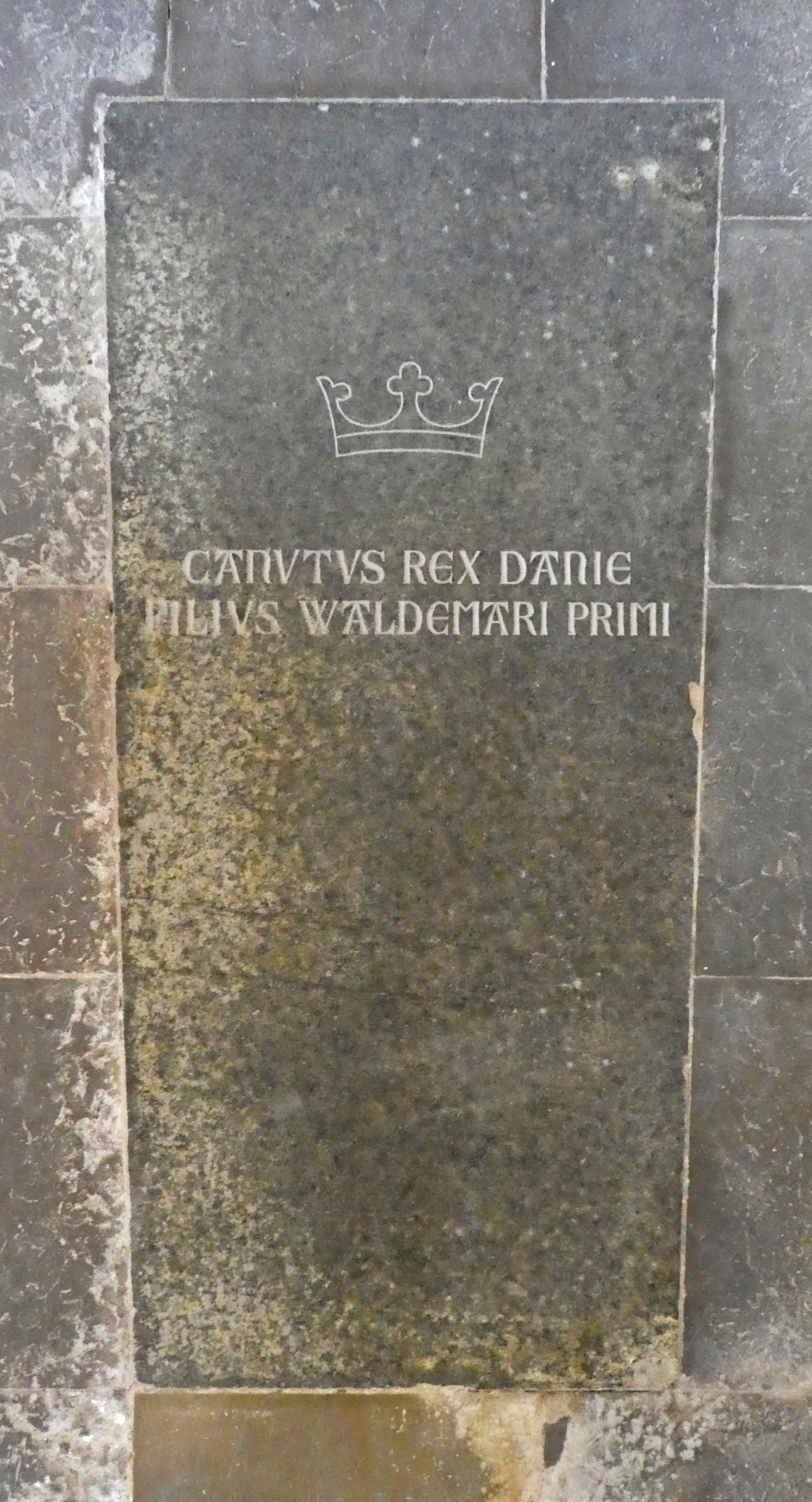
Grabplatte Knuts VI. in der St.-Bendts-Kirche in Ringsted

Knut VI. (* 1162/1163; † 1202) war von 1182 bis 1202 König von Dänemark.

## Leben
Knut war der älteste Sohn von Waldemar I. von Dänemark (1131–1182), aus dem von 1047 bis 1375 regierenden Haus Estridsson, und dessen Ehefrau Sophia von Minsk († 1198). Anlässlich der Überführung der Gebeine seines im Jahr zuvor heiliggesprochen Großvaters Knud Lavard (1096–1131) in die noch nicht ganz fertiggestellte St.-Bendts-Kirche in Ringsted wurde Knut VI. siebenjährig von Erzbischof Eskil von Lund 1170 zum Mitkönig seines Vaters gekrönt. Der Kopenhagener Psalter, eine kostbare, in Nordengland geschaffene Handschrift mit Psalmen und Gebeten, wurde ihm möglicherweise zu diesem Anlass geschenkt.
1176 heiratete er Gertrud, eine Tochter Heinrichs des Löwen († 1195). Gertrud starb 1197, die Ehe war kinderlos geblieben und Knut ging danach keine weitere Ehe ein. Seine Schwester Sophia (* 1159) vermählte sich mit dem Grafen Siegfried III. von Weimar-Orlamünde († 1206), der ein Anhänger der Staufer war und sich die meiste Zeit seines Lebens in Dänemark aufhielt.
Knut VI. wurde 1182 auch Fürst von Halland. Im Jahre 1185 besiegten seine Gefolgsleute das Heer des Herzogs Bogislaw I. von Pommern († 1187), der danach sein Lehensmann wurde. 1189 setzte Knut den Kastellan von Stettin Wartislaw Swantiboricz († 1196) ab und 1193 nahm er den rebellierenden Bischof von Schleswig und Erzbischof von Bremen Waldemar († 1236) gefangen. Nachdem im Jahr 1200 (oder 1201) seine Vasallen die Schlacht bei Waschow gewannen, beherrschte er auch ein Gebiet norddeutscher und slawischer Völker, so dass man ihn zusätzlich als König der Wenden bezeichnete.
In der Geschichte Estlands wurde um 1196 die Missionierung zum Christentum durch den Dänenkönig vermerkt.
Am 28. Dezember 1200 erließ Knut VI. das Gesetz über Totschlag, in dem Strafmaß und Regress bei Totschlag geregelt wurden. Dieses Gesetz zählt zu den nachweislich frühesten Erlassen der königlichen Gesetzgebung in Dänemark.
1202 starb Knut VI. und wurde in der Ringsteder St.-Bendts-Kirche, die zwischen 1182 und 1341 als Grablege der dänischen Könige diente, bestattet. Sein Grab liegt im Mittelgang vor dem Chor. Nachdem die Königsgräber im Mittelgang der St.-Bendts-Kirche Mitte des 19. Jahrhunderts geöffnet und untersucht worden waren, wurden sie mit trapezförmigen Grabplatten verschlossen. Die lateinische Inschrift der Grabplatte Knuts lautet: Canutus König der Dänen, Sohn Waldemars I.
Sein Bruder Waldemar II. (1170–1241) wurde sein Nachfolger und setzte Knuts Politik fort.